# Geschützwagen Tiger
Een Geschützwagen Tiger of GW Tiger was een Duits stuk gemechaniseerde artillerie tijdens de Tweede Wereldoorlog. In 1942 ontving Krupp de opdracht om gemechaniseerde artillerie te ontwerpen op het chassis van een Tiger II. 
Het voertuig is nooit in gebruik genomen. Wel was in mei 1945 een prototype bijna af. Het voertuig werd onaf aangetroffen door Britse soldaten in Haustenbeck (Noord-Duitsland).

## Versies en bewapening
Toen Krupp aan de slag ging, kwam deze firma met een aantal voorstellen met verschillende bewapening. De lichtste versie was de Grille 17. Het zou een 170mm K72 L/50 kanon dragen en tussen de 53 en 58 ton gaan wegen.
Daarnaast bestond er op papier ook nog de Grille 21. Dit voertuig zou een nog zwaardere bewapening krijgen, namelijk een 210mm mortier 18/1 L/31.
Ook zou er een Grille 30 komen. Dit voertuig zou bewapend worden met een Skoda 305mm GrW L/16 mortier. Tot slot de zwaarste versie. Dat was de Grille 42. Deze zou een bewapening krijgen, bestaande uit een 420mm Grw mortier.
Bij alle versies zou het kanon op rails geplaatst worden zodat het makkelijker demonteerbaar zou zijn. De defensieve bewapening bestond uit twee 7,92 mm machinegeweren.

## Bezetting en overige informatie
De Geschützwagen Tiger zou een achtkoppige bemanning hebben. Een commandant, een bestuurder, een richter, een radio-officier en vier laders. De GW Tiger zou uitgerust worden met een Maybach HL230P30 of een HL230P45 benzinemotor. Het voertuig zou dan 45 km/u moeten halen en een actieradius van 250 km moeten hebben. De tankinhoud bedroeg 1000 liter.